# Arhivi u Hrvatskoj
Arhivi u Hrvatskoj mogu biti privatni i javni.
Javne arhive nazivamo državnim arhivima.

## Državni arhivi u Hrvatskoj
1. Državni arhiv u Bjelovaru
2. Državni arhiv u Dubrovniku
3. Državni arhiv u Gospiću
4. Državni arhiv u Karlovcu
5. Državni arhiv u Križevcima
6. Državni arhiv u Osijeku
7. Državni arhiv u Pazinu
8. Državni arhiv u Rijeci
9. Državni arhiv u Slavonskome Brodu
10. Državni arhiv u Sisku
11. Državni arhiv u Splitu
12. Državni arhiv u Šibeniku
13. Državni arhiv u Varaždinu
14. Državni arhiv u Virovitici
15. Državni arhiv u Vukovaru
16. Državni arhiv u Zadru
17. Državni arhiv u Zagrebu
18. Državni arhiv za Međimurje (sa sjedištem u Štrigovi)

- i Hrvatski državni arhiv kao središnja arhivska ustanova nadležna za sveukupno područje Republike Hrvatske, ali i prikupljanje informacija o arhivskom gradivu u svijetu.

Ostale vrste arhiva su: specijalizirani arhivi i privatni arhivi (sveučilišni arhivi, gospodarski arhivi, arhivi vjerskih zajednica, arhivi banaka), ali i arhivi jedinica područne samouprave i uprave (županija) odnosno jedinica lokalne samouprave (gradova, općina).
Do 1993. nazivali su se historijskim arhivima, nakon toga povijesnim arhivima. Od 1997. nazivaju današnjim nazivima.

## Arhivsko gradivo izvan državnih arhivskih ustanova

### Arhiv Hrvatske akademije znanosti i umjetnosti
1. Arhiv Zavoda za povijest hrvatske književnosti, kazališta i glazbe HAZU
2. Arhivske zbirke Odbora za narodni život i običaje pri Odsjeku za etnologiju Zavoda za povijesne i društvene znanosti HAZU
3. Arhivske zbirke Odsjeka za povijest medicinskih znanosti pri Zavodu za povijest i filozofiju prirodnih, matematičkih i medicinskih znanosti HAZU
4. Arhivske zbirke Zavoda HAZU za povijesne znanosti u Dubrovniku
5. Arhivske zbirke Zavoda HAZU za povijesne znanosti u Rijeci
6. Arhiv za likovne umjetnosti pri Kabinetu za arhitekturu i urbanizam HAZU
7. Hrvatski muzej arhitekture
8. Muzej i biblioteka Baltazara Bogišića u Cavtatu pri Zavodu HAZU za povijesne znanosti u Dubrovniku
9. Orijentalna zbirka Arhiva HAZU

### Arhivski fondovi i zbirke u knjižnicama
1. Nacionalna i sveučilišna knjižnica u Zagrebu
2. Gradska knjižnica »Nikola Zrinski« Čakovec
3. Gradska knjižnica Rijeka
4. Knjižnica i čitaonica »Metel Ožegović« Varaždin
5. Knjižnica Pravnoga fakulteta Sveučilišta u Zagrebu
6. Knjižnice grada Zagreba
7. Metropolitanska knjižnica Zagreb uključuje Valvasorove knjižnice
8. Sveučilišna knjižnica u Puli
9. Sveučilišna knjižnica u Rijeci
10. Sveučilišna knjižnica u Splitu
11. Znanstvena knjižnica u Dubrovniku
12. Znanstvena knjižnica Zadar

### Arhivski fondovi i zbirke u muzejima
1. Arheološki muzej Istre, Pula
2. Arheološki muzej Split
3. Arheološki muzej u Zagrebu
4. Etnografski muzej, Zagreb
5. Gradski muzej Bjelovar
6. Gradski muzej, Jastrebarsko
7. Gradski muzej Križevci
8. Gradski muzej Nova Gradiška
9. Gradski muzej Požega
10. Gradski muzej Sisak
11. Gradski muzej Varaždin
12. Gradski muzej Vinkovci
13. Gradski muzej Virovitica
14. Gradski muzej Vukovar
15. Hrvatski povijesni muzej u Zagrebu
16. Hrvatski prirodoslovni muzej, Zagreb
17. Hrvatski školski muzej, Zagreb
18. Hrvatski športski muzej, Zagreb
19. Hrvatski željeznički muzej, Zagreb
20. Muzej brodskog Posavlja
21. Muzej Đakovštine, Đakovo
22. Muzej Dvor Trakošćan
23. Muzej grada Koprivnice
24. Muzej grada Pazina
25. Muzej grada Rijeke
26. Muzej grada Senja
27. Muzej grada Splita
28. Muzej grada Zagreba
29. Muzej hrvatskih arheoloških spomenika u Splitu
30. Muzej hrvatskih telekomunikacija, Zagreb
31. Muzej Međimurja Čakovec
32. Muzej Prigorja Sesvete
33. Muzej Slavonije Osijek
34. Muzej suvremene umjetnosti – Zagreb
35. Muzej Sveti Ivan Zelina
36. Muzej Turopolja – Velika Gorica
37. Muzej u Valpovu
38. Muzej za umjetnost i obrt u Zagrebu
39. Narodni muzej Labin
40. Pomorski i povijesni muzej Rijeka
41. Pomorski muzej, Orebić
42. Povijesni muzej Istre - Pula
43. Samoborski muzej
44. Spomen područje Jasenovac
45. Tehnički muzej u Zagrebu
46. Tiflološki muzej u Zagrebu
47. Zavičajni muzej »Stjepan Gruber«, Županja
48. Zavičajni muzej Blato na Korčuli
49. Zavičajni muzej grada Rovinja
50. Zavičajni muzej Poreštine
51. Zavičajni muzej Varaždinske Toplice
52. Zbirka umjetnina Ante i Wiltrude Topić Mimare, Zagreb
53. Županijski muzej Šibenik

### Arhivski fondovi i zbirke u vjerskim zajednicama
1. Arhiv Evangeličke crkve, Zagreb
2. Arhiv Franjevačke provincije presvetoga Otkupitelja, Split
3. Arhiv Hrvatske pokrajine Družbe Isusove
4. Arhivi stolnih i zbornih kaptola Porečko-puljske biskupije
5. Arhiv prvostolnog kaptola u Splitu
6. Arhiv Senjskoga kaptola
7. Arhiv stolnog kaptola Trogir
8. Biskupijski arhiv, Dubrovnik
9. Biskupijski arhiv, Križevci
10. Biskupijski arhiv, Krk
11. Biskupijski arhiv, Poreč
12. Biskupijski arhiv Hvar
13. Biskupijski arhiv Šibenik
14. Biskupski arhiv, Đakovo
15. Dominikanski samostan, Stari Grad, Hvar
16. Dominikanski samostan Bol na Braču
17. Dominikanski samostan u Dubrovniku
18. Franjevački samostan sv. Ante na Poljudu (Split)
19. Franjevački samostan Čakovec
20. Franjevački samostan Cernik
21. Franjevački samostan Hvar
22. Franjevački samostan Ilok
23. Franjevački samostan Imotski
24. Franjevački samostan Karlovac
25. Franjevački samostan Klanjec
26. Franjevački samostan Kloštar Ivanić
27. Franjevački samostan Koprivnica
28. Franjevački samostan Košljun
29. Franjevački samostan Krapanj
30. Franjevački samostan Krapina
31. Franjevački samostan na Visovcu (Drniš)
32. Franjevački samostan Orebić
33. Franjevački samostan Osijek
34. Franjevački samostan Požega
35. Franjevački samostan Rijeka - Trsat
36. Franjevački samostan Samobor
37. Franjevački samostan Slavonski Brod
38. Franjevački samostan sv. Ante u Kninu
39. Franjevački samostan sv. Frane u Splitu
40. Franjevački samostan sv. Lovre u Šibeniku
41. Franjevački samostan sv. Marije u Makarskoj
42. Franjevački samostan svete Eufemije Kampor
43. Franjevački samostan svetog Križa Živogošće
44. Franjevački samostan u Karinu
45. Franjevački samostan u Omišu
46. Franjevački samostan u Sinju
47. Franjevački samostan u Sumartinu (Brač)
48. Franjevački samostan u Zagrebu
49. Franjevački samostan Varaždin
50. Franjevački samostan Virovitica
51. Franjevački samostan Zaostrog
52. Hrvatska dominikanska provincija Navještenja Blažene Djevice Marije
53. Hrvatska franjevačka provincija svetog Ćirila i Metoda
54. Hrvatska karmelska provincija sv. oca Josipa
55. Hrvatska provincija sv. Jeronima franjevaca konventualaca
56. Kaptolski arhiv čazmanski
57. Kaptolski arhiv zagrebački
58. Kapucinski samostan Varaždin
59. Katedralni župni ured Sv. Jakova Šibenik
60. Kuća matica Družbe sestara franjevki od Bezgrješne u Šibeniku
61. Mešihat Islamske zajednice Hrvatske i Slovenije
62. Nadbiskupijski arhiv, Rijeka
63. Nadbiskupski arhiv u Splitu
64. Nadbiskupijski i kaptolski arhiv Zadar
65. Nadbiskupski arhiv u Zagrebu
66. Nadžupni ured, Rab
67. Opatsko nadžupski ured Korčula
68. Papinski hrvatski zavod svetoga Jeronima, Rim
69. Pravoslavna eparhija Zagrebačko-ljubljanska
70. Provincija franjevaca trećoredaca
71. Provincijalat Družbe kćeri Božje ljubavi, Zagreb
72. Samostan benediktinki Hvar
73. Samostan benediktinki Svete Marije u Zadru
74. Samostan franjevaca trećoredaca sv. Franje Krk
75. Samostan franjevaca konventualaca sv. Frane u Šibeniku
76. Samostan franjevaca konventualaca sv. Jere u Pirovu (Vis)
77. Samostan franjevaca trećoredaca na Školjiću (Preko)
78. Samostan Male braće konventualaca Cres
79. Samostan Male braće u Dubrovniku
80. Samostan sestara sv. križa, Đakovo
81. Samostan sv. Frane u Zadru
82. Uršulinski samostan Varaždin
83. Židovska općina u Zagrebu

### Arhivski fondovi i zbirke u zavodima, institutima, državnim tijelima i centrima
1. Arhiv obitelji Brlić (Čuvar ovoga Arhiva je Hrvatski institut za povijest – Podružnica za povijest Slavonije, Baranje i Srijema)
2. Centar za likovni odgoj grada Zagreba
3. Centar za povijesna istraživanja Rovinj - Centro di richerche storice Rovigno
4. Ekonomski institut Republike Hrvatske, Zagreb
5. Hrvatski glazbeni zavod, Zagreb
6. Hrvatski memorijalno-dokumentacijski centar Domovinskoga rata, Zagreb
7. Institut za etnologiju i folkloristiku Republike Hrvatske, Zagreb
8. Institut za povijest umjetnosti Republike Hrvatske, Zagreb
9. Ministarstvo kulture Republike Hrvatske. Uprava za zaštitu kulturne baštine, Zagreb
10. Ministarstvo kulture Republike Hrvatske. Uprava za zaštitu kulturne baštine. Konzervatorski odjel u Rijeci
11. Ministarstvo kulture Republike Hrvatske. Uprava za zaštitu kulturne baštine. Konzervatorski odjel u Splitu
12. Staroslavenski institut Republike Hrvatske, Zagreb
13. Audiovizualni arhiv Hrvatske radiotelevizije, Zagreb
14. Arhiv Srba u Hrvatskoj
15. Hrvatski memorijalno-dokumentacijski centar Domovinskog rata u Zagrebu